# Thuemenella
Thuemenella — рід грибів родини ксиларієві (Xylariaceae). Назва вперше опублікована 1897 року.

## Види
База даних Species Fungorum станом на 18.11.2019 налічує 4 види роду Thuemenella:
- Thuemenella bicolor (Ellis & Everh.) Boedijn, 1964
- Thuemenella cubispora (Ellis & Holw.) Boedijn, 1964
- Thuemenella hirsuta (Ellis & Everh.) Boedijn, 1964
- Thuemenella javanica Penz. & Sacc., 1898